# Dove vai senza mutandine?
Dove vai senza mutandine? (Mir hat es immer Spaß gemacht) è un film del 1970 diretto da Will Tremper.

## Trama
Una ragazza americana durante un rapporto sessuale con uno anziano scrittore, a lui si apre, e gli racconta le sue esperienze amatorie avute inizio due anni prima del loro incontro. La sua prima esperienza è stata con un suo compaesano che poi l'ha messa incinta. Successivamente fugge a New York per alloggiare in un albergo di montagna, dove trova lavoro come cameriera e dove si lascia andare ad ogni genere di incontri.
In seguito va a Filadelfia e poi a Boston, dove lavora come ascensorista conoscendo un tale Frank Black e collaborando con lui in una società discografica. Licenziata dai soci per la sua avidità (era la prima volta che riusciva ad avere un conto in banca), si reca a Miami e quindi a Roma, ma qui viene ingannata da un pappone. Sposa infine Gino Colonna di Montefiascone felice, seppur nuovamente povera. Offrirà ancora il suo corpo per denaro, ma per amore del suo sposo.